# Amt Schrevenborn
Amt Schrevenborn er et amt i det nordlige Tyskland, beliggende i den nordvestlige del af Kreis Plön. Kreis Plön ligger i den østlige/centrale del af delstaten Slesvig-Holsten. Administrationen i amtet er beliggende i Heikendorf.
Amtet blev oprettet 1. januar 2007 af de tre, indtil da amtsfrie kommuner Heikendorf, Mönkeberg og Schönkirchen. Navnet kommer fra herregården Schrevenborn i kommunen Heikendorf.